# 載通國際
載通國際控股有限公司（英語：Transport International，港交所：0062），1997年於百慕達註冊成立，2005年前稱為九龍巴士控股有限公司，2005年11月28日正式易名。新鴻基地產為載通國際的最大股東，持有其40.31%股權（截至2021年12月31日）、廣汽集團持有其22.26%股權（截至2021年12月31日）、伍超群家族持有其5.53%股權（截至2021年12月31日）。載通國際除在香港本土擁有亞洲最大的城市客運及個別地產業務，在大中華地區亦擁有多家客運機構。

## 業務

### 香港主要業務

#### 專利巴士
- 九龍巴士（一九三三）有限公司
- 龍運巴士有限公司

#### 非專利巴士
- 陽光巴士有限公司
- 新香港巴士有限公司
- 權君有限公司（小巴公司）
- 年豐有限公司（小巴公司）

#### 物業持有
- 荔枝角地產投資有限公司（與母公司新鴻基地產發展曼克頓山，並持有其商場）
- KT Real Estate Limited（與母公司新鴻基地產發展及持有The Millennity）
- 宏泰道23號（與母公司新鴻基地產發展及持有Manhattan Place）
- Lai Chi Kok Real Estate Limited（持有寶輪街9號總部大樓）
- TM Properties Investment Limited（與母公司新鴻基地產持有九巴屯門車廠，並分租部分車廠樓面）

#### 其他
- KMB Financial Services Limited
- KMB Design Limited
- KMB Academy

### 大中華地區業務
- 北京北汽九龍出租汽車股份有限公司
- 北京北汽福斯特股份有限公司
- 深圳巴士集團股份有限公司，35%股份。

載通國際的前身九巴控股在1961年5月1日上市。

## 外部連結
- 載通國際控股有限公司官方網站
- 香港巴士大典上的相关条目：載通國際